# Úštěk
Úštěk (in tedesco Auscha) è una città della Repubblica Ceca facente parte del distretto di Litoměřice, nella regione di Ústí nad Labem.